# Torneig de les Cinc Nacions 1998
El Torneig de les Sis Nacions 1998 va ser el 69è edició en el format de cinc nacions i el 104è tenint en compte les edicions del Home Nations Championship. Deu partits es van jugar durant cinc caps de setmana entre el 7 de febrer i el 5 d'abril. França va guanyar el torneig i el Grand Slam, mentre que Anglaterra es va endur la Triple Corona.

## Participants
| País       | Instal·lació    | Ciutat                         | Entrenador         |
| ---------- | --------------- | ------------------------------ | ------------------ |
| Anglaterra | Twickenham      | Londres                        | Clive Woodward     |
| França     | Stade de France | Saint-Denis (Sena Saint-Denis) | Jean-Claude Skrela |
| Irlanda    | Lansdowne Road  | Dublín                         | Warren Gatland     |
| Escòcia    | Murrayfield     | Edimburg                       | Jim Telfer         |
| Gal·les    | Wembley Stadium | Londres                        | Kevin Bowring      |

## Classificació
| Position | Nation     | Games  | Games | Games | Games | Points | Points  | Points     | Table points |
| Position | Nation     | Played | Won   | Drawn | Lost  | For    | Against | Difference | Table points |
| -------- | ---------- | ------ | ----- | ----- | ----- | ------ | ------- | ---------- | ------------ |
| 1        | França     | 4      | 4     | 0     | 0     | 144    | 49      | +95        | 8            |
| 2        | Anglaterra | 4      | 3     | 0     | 1     | 146    | 87      | +59        | 6            |
| 3        | Gal·les    | 4      | 2     | 0     | 2     | 75     | 145     | −70        | 4            |
| 4        | Escòcia    | 4      | 1     | 0     | 3     | 66     | 120     | −54        | 2            |
| 5        | Irlanda    | 4      | 0     | 0     | 4     | 70     | 100     | −30        | 0            |

## Resultats

### Jornada 1
| França                                                                                         | 24 – 17  | Anglaterra                    | 7 febrer 1998 15:00 - Stade de France, Assistència: 77,567 espectadors Àrbitre: David McHugh (Ireland) |
| Assaigs: Bernat-Salles Dominici Con: Lamaison (1) Pen: Lamaison (2) Drop: Castaignède Sadourny | [Report] | Assaig: Back Pen: Grayson (4) | 7 febrer 1998 15:00 - Stade de France, Assistència: 77,567 espectadors Àrbitre: David McHugh (Ireland) |

| Irlanda                                                                  | 16 – 17  | Escòcia                                     | 7 febrer 1998 15:00 - Lansdowne Road, Dublín Assistència: 55,000 espectadors Àrbitre: Andre Watson (South Africa) |
| Assaig: Penalty Assaig Con: Humphreys Pen: Humphreys (2) Drop: Humphreys | [Report] | Assaig: Tait Pen: Chalmers (2) Shepherd (2) | 7 febrer 1998 15:00 - Lansdowne Road, Dublín Assistència: 55,000 espectadors Àrbitre: Andre Watson (South Africa) |

### Jornada 2
| Anglaterra                                                                                         | 60 – 26  | Gal·les                                                  | 21 febrer 1998 14:00 - Twickenham, Londres Assistència: 75,000 espectadors Àrbitre: Colin Hawke (Nova Zelanda) |
| Assaigs: Back Bracken Dallaglio Dawson Greenwood Healey Rees (2) Con: Grayson (7) Pen: Grayson (2) | [Report] | Assaigs: Bateman (2) Gibbs G. Thomas Con: N. Jenkins (3) | 21 febrer 1998 14:00 - Twickenham, Londres Assistència: 75,000 espectadors Àrbitre: Colin Hawke (Nova Zelanda) |

| Escòcia                                         | 16 – 51  | França | 21 febrer 1998 15:00 - Murrayfield, Edimburg Assistència: 67,500 espectadors Àrbitre: Paddy O'Brien (Nova Zelanda) |
| Assaig: Stanger Con: Chalmers Pen: Chalmers (3) | [Report] | Assaigs: Bernat-Salles (2) Brouzet Califano Carbonneau Castaignède M. Lièvremont Con: Castaignède (3) Lamaison (2) Pen: Castaignède Lamaison | 21 febrer 1998 15:00 - Murrayfield, Edimburg Assistència: 67,500 espectadors Àrbitre: Paddy O'Brien (Nova Zelanda) |

### Jornada 3
| França                                                            | 18 – 16  | Irlanda                                    | 7 març 1998 15:00 - Stade de France, Assistència: 78,000 espectadors Àrbitre: Jim Fleming (Escòcia) |
| Assaigs: Bernat-Salles Ibañez Con: Lamaison (1) Pen: Lamaison (2) | [Report] | Assaig: Hickie Con: Elwood Pen: Elwood (3) | 7 març 1998 15:00 - Stade de France, Assistència: 78,000 espectadors Àrbitre: Jim Fleming (Escòcia) |

| Gal·les                                                      | 19 – 13  | Escòcia                                | 7 març 1998 16:00 - Wembley Stadium, Londres Assistència: 75,000 espectadors Àrbitre: Joel Dume (França) |
| Assaig: Proctor Con: A. Thomas Pen: N. Jenkins A. Thomas (3) | [Report] | Assaigs: Cronin Townsend Pen: Chalmers | 7 març 1998 16:00 - Wembley Stadium, Londres Assistència: 75,000 espectadors Àrbitre: Joel Dume (França) |

### Jornada 4
| Irlanda                                                | 21 – 30  | Gal·les                                                                    | 21 març 1998 16:00 - Lansdowne Road, Dublín Assistència: 55,000 espectadors Àrbitre: Ed Morrison (Anglaterra) |
| Assaigs: Costello Ward Con: Elwood (1) Pen: Elwood (3) | [Report] | Assaigs: Bateman N. Jenkins Morgan Con: N. Jenkins (3) Pen: N. Jenkins (3) | 21 març 1998 16:00 - Lansdowne Road, Dublín Assistència: 55,000 espectadors Àrbitre: Ed Morrison (Anglaterra) |

| Escòcia                                                   | 20 – 34  | Anglaterra                                                                                | 22 març 1998 15:00 - Murrayfield, Edimburg Assistència: 67,500 espectadors Àrbitre: Clayton Thomas (Gal·les) |
| Assaigs: Longstaff Stanger Con: Lee (2) Pen: Chalmers (2) | [Report] | Assaigs: Dawson Grayson Healey Penalty Assaig Con: Grayson (4) Pen: Grayson Drop: Grayson | 22 març 1998 15:00 - Murrayfield, Edimburg Assistència: 67,500 espectadors Àrbitre: Clayton Thomas (Gal·les) |

### Jornada 5
| Anglaterra                                                                   | 35 – 17  | Irlanda                                         | 4 abril 1998 14:00 GMT - Twickenham, Londres Assistència: 75.000 espectadors Àrbitre: Derek Bevan (Gal·les) |
| Assaigs: Catt Cockerill de Glanville Perry Con: Grayson (3) Pen: Grayson (3) | [Report] | Assaigs: Hickie (2) Con: Elwood (2) Pen: Elwood | 4 abril 1998 14:00 GMT - Twickenham, Londres Assistència: 75.000 espectadors Àrbitre: Derek Bevan (Gal·les) |

| Gal·les | 0 – 51   | França                                                                                             | 5 abril 1998 15:00 - Wembley Stadium, Londres Assistència: 72,000 espectadors Àrbitre: Peter Marshall (Austràlia) |
|         | [Report] | Assaigs: Galthié Garbajosa (2) Glas T. Lièvremont Sadourny (2) Con: Lamaison (5) Pen: Lamaison (2) | 5 abril 1998 15:00 - Wembley Stadium, Londres Assistència: 72,000 espectadors Àrbitre: Peter Marshall (Austràlia) |